# Нето, Раул
Раул Нето (порт. Raul "Raulzinho" Togni Neto; род. 19 мая 1992, Белу-Оризонти) — бразильский баскетболист, играющий на позиции разыгрывающего защитника. Был выбран на драфте НБА 2013 года под 47-м номером клубом «Атланта Хокс».

## Профессиональная карьера

### Минас (2008—2011)
Нето дебютировал на профессиональном уровне в 2008 году в составе клуба «Минас» в сезоне 2008/2009 Лиге ФИБА Америка. Он отыграл еще три сезона за «Минас» и даже представлял сборную мира на Nike Hoop Summit. 2010 года.

### Гипускоа (2011—2014)
В сезоне 2011/2012 Нето подписал контракт с испанским «Гипускоа». В сезоне 2012/2013 Нето набирал в среднем 8,5 очка и 2,9 передачи за игру в составе «Гипускоа», после чего был выбран клубом НБА «Атланта Хокс» под общим 47-м номером на драфте НБА 2013 года. Позже он был обменян в «Юту Джаз». Однако он не присоединился к «Джаз» и вместо этого вернулся в «Гипускоа» на сезон 2013/2014.

### Мурсия (2014—2015)
1 августа 2014 года Нето подписал трёхлетний контракт с «Мурсией». Он расстался с клубом после сезона 2014/2015, чтобы перебраться в НБА.

### Юта Джаз (2015—2019)
9 июля 2015 года Нето подписал контракт с «Ютой Джаз». Он дебютировал за «Джаз» в матче открытия сезона против «Детройт Пистонс» 28 октября 2015 года, набрав 8 очков и отдав 3 результативные передачи в стартовом составе при поражении команды со счетом 92:87. 27 января 2016 года Нето был выбран для участия в матче восходящих звёзд НБА в качестве игрока сборной мира. 19 февраля 2016 года он набрал рекордные в сезоне 15 очков в матче против «Бостон Селтикс» со счётом 111:93. 9 января 2017 года он провёл 1 матч за «Солт-Лейк-Сити Старз», выступающей в Д-лиге. Он сыграл 9 из 11 матчей «Джаз» в плей-офф. 6 июля 2018 года Нето переподписал контракт с «Джаз». 2 июля 2019 года «Джаз» отказались от Нето из-за подписания Майка Конли из «Мемфис Гриззлис».

### Филадельфия Севенти Сиксерс (2019—2020)
4 июля 2019 года Нето подписал контракт с «Филадельфией Севенти Сиксерс».

### Вашингтон Уизардс (2020—2022)
22 ноября 2020 года Нето подписал контракт с «Вашингтон Уизардс». В составе «Уизардс» в сезоне 2020/2021 Нето принял участие в 5 матчах плей-офф и в трёх из них выходил в стартовом составе.

### Кливленд Кавальерс (2022—2023)
8 июля 2022 года Нету подписал с «Кливленд Кавальерс» годовой контракт на сумму 2 463 490 долларов.

### Фенербахче (2023)
5 августа 2023 года Нету подписал однолетний контракт с «Фенербахче». Однако он так и не сыграл за команду, поскольку 26 августа, играя за сборную Бразилии на чемпионате мира 2023 года, получил травму колена, из-за которой выбыл из строя почти на год. 8 июля 2024 года во время интервью Нето рассказал, что «Фенербахче» расторг с ним контракт из-за травмы и никогда официально не сообщал о своём решении.

### Пиньейрос (2024)
15 октября 2024 года Нето вернулся в Бразилию, подписав контракт с «Пиньейрос».

### Барселона (2024—настоящее время)
24 ноября «Барселона» объявила о подписании контракта с Нето до конца сезона. Совет директоров «Барселоны» выбрал Нето после того, как травма разыгрывающего Николаса Лапровиттолы, закончившего сезон, оставила вакантное место в составе. 29 ноября в дебютном матче за клуб через несколько минут после появления на площадке Нето получил травму мышцы бедра.

## Национальная сборная
Нето был членом юношеской сборной Бразилии в возрастах до 18 и 19 лет.
За взрослую сборную Бразилии Нето дебютировал на чемпионате мира 2010 года. Нето представлял Бразилию на трёх Олимпиадах (2012 года — 5-е место, 2016 года — 6-е место, 2024 года — 7-е место).

## Статистика

### Статистика в НБА
| Сезон   | Команда     | Регулярный сезон | Регулярный сезон          | Регулярный сезон         | Регулярный сезон         | Регулярный сезон                      | Регулярный сезон                   | Регулярный сезон            | Регулярный сезон           | Регулярный сезон              | Регулярный сезон              | Регулярный сезон         | Серия плей-офф  | Серия плей-офф            | Серия плей-офф           | Серия плей-офф           | Серия плей-офф                        | Серия плей-офф                     | Серия плей-офф              | Серия плей-офф             | Серия плей-офф                | Серия плей-офф                | Серия плей-офф           |
| Сезон   | Команда     | Сыгранные матчи  | Матчи в стартовой пятёрке | Количество минут за игру | Процент попаданий с игры | Процент попадания трёхочковых бросков | Процент попадания штрафных бросков | Количество подборов за игру | Количество передач за игру | Количество перехватов за игру | Количество блок-шотов за игру | Количество очков за игру | Сыгранные матчи | Матчи в стартовой пятёрке | Количество минут за игру | Процент попаданий с игры | Процент попадания трёхочковых бросков | Процент попадания штрафных бросков | Количество подборов за игру | Количество передач за игру | Количество перехватов за игру | Количество блок-шотов за игру | Количество очков за игру |
| ------- | ----------- | ---------------- | ------------------------- | ------------------------ | ------------------------ | ------------------------------------- | ---------------------------------- | --------------------------- | -------------------------- | ----------------------------- | ----------------------------- | ------------------------ | --------------- | ------------------------- | ------------------------ | ------------------------ | ------------------------------------- | ---------------------------------- | --------------------------- | -------------------------- | ----------------------------- | ----------------------------- | ------------------------ |
| 2015/16 | Юта         | 81               | 53                        | 18,5                     | 43,1                     | 39,5                                  | 74,3                               | 1,5                         | 2,1                        | 0,8                           | 0,0                           | 5,9                      | Не участвовал   | Не участвовал             | Не участвовал            | Не участвовал            | Не участвовал                         | Не участвовал                      | Не участвовал               | Не участвовал              | Не участвовал                 | Не участвовал                 | Не участвовал            |
| 2016/17 | Юта         | 40               | 0                         | 8,6                      | 45,1                     | 32,3                                  | 88,9                               | 0,8                         | 0,9                        | 0,5                           | 0,1                           | 2,5                      | 9               | 0                         | 6,7                      | 61,5                     | 50,0                                  | 100,0                              | 0,8                         | 0,4                        | 0,1                           | 0,1                           | 2,6                      |
| 2017/18 | Юта         | 41               | 0                         | 12,1                     | 45,7                     | 40,4                                  | 74,3                               | 1,2                         | 1,8                        | 0,3                           | 0,1                           | 4,5                      | 8               | 0                         | 9,0                      | 30,4                     | 28,6                                  | 100,0                              | 1,3                         | 1,3                        | 0,3                           | 0,0                           | 2,6                      |
| 2018/19 | Юта         | 37               | 1                         | 12,8                     | 46,0                     | 33,3                                  | 84,8                               | 1,7                         | 2,5                        | 0,4                           | 0,1                           | 5,3                      | 3               | 0                         | 6,6                      | 16,7                     | 0,0                                   | -                                  | 1,0                         | 0,3                        | 0,0                           | 0,0                           | 0,7                      |
| 2019/20 | Филадельфия | 54               | 3                         | 12,4                     | 45,5                     | 38,6                                  | 83,0                               | 1,1                         | 1,8                        | 0,4                           | 0,1                           | 5,1                      | 2               | 0                         | 12,9                     | 33,3                     | 40,0                                  | -                                  | 1,5                         | 1,5                        | 0,5                           | 0,0                           | 4,0                      |
| 2020/21 | Вашингтон   | 64               | 22                        | 21,9                     | 46,8                     | 39,0                                  | 88,2                               | 2,4                         | 2,3                        | 1,1                           | 0,1                           | 8,7                      | 5               | 3                         | 22,5                     | 35,3                     | 26,7                                  | 80,0                               | 2,2                         | 1,0                        | 0,4                           | 0,0                           | 6,4                      |
| 2021/22 | Вашингтон   | 70               | 19                        | 19,6                     | 46,3                     | 29,2                                  | 76,9                               | 1,9                         | 3,1                        | 0,8                           | 0,0                           | 7,5                      | Не участвовал   | Не участвовал             | Не участвовал            | Не участвовал            | Не участвовал                         | Не участвовал                      | Не участвовал               | Не участвовал              | Не участвовал                 | Не участвовал                 | Не участвовал            |
| 2022/23 | Кливленд    | 48               | 1                         | 10,5                     | 51,8                     | 28,6                                  | 91,2                               | 1,0                         | 1,6                        | 0,4                           | 0,1                           | 3,3                      | 2               | 0                         | 3,5                      | 0,0                      | 0,0                                   | 50,0                               | 0,0                         | 0,5                        | 0,0                           | 0,0                           | 0,5                      |
|         | Всего       | 435              | 99                        | 15,5                     | 45,8                     | 36,1                                  | 81,2                               | 1,5                         | 2,1                        | 0,6                           | 0,1                           | 5,7                      | 29              | 3                         | 10,2                     | 36,0                     | 31,4                                  | 87,5                               | 1,2                         | 0,8                        | 0,2                           | 0,0                           | 3,0                      |

### Статистика в Джи-Лиге
| Сезон   | Команда              | Регулярный сезон | Регулярный сезон          | Регулярный сезон         | Регулярный сезон         | Регулярный сезон                      | Регулярный сезон                   | Регулярный сезон            | Регулярный сезон           | Регулярный сезон              | Регулярный сезон              | Регулярный сезон         | Серия плей-офф  | Серия плей-офф            | Серия плей-офф           | Серия плей-офф           | Серия плей-офф                        | Серия плей-офф                     | Серия плей-офф              | Серия плей-офф             | Серия плей-офф                | Серия плей-офф                | Серия плей-офф           |
| Сезон   | Команда              | Сыгранные матчи  | Матчи в стартовой пятёрке | Количество минут за игру | Процент попаданий с игры | Процент попадания трёхочковых бросков | Процент попадания штрафных бросков | Количество подборов за игру | Количество передач за игру | Количество перехватов за игру | Количество блок-шотов за игру | Количество очков за игру | Сыгранные матчи | Матчи в стартовой пятёрке | Количество минут за игру | Процент попаданий с игры | Процент попадания трёхочковых бросков | Процент попадания штрафных бросков | Количество подборов за игру | Количество передач за игру | Количество перехватов за игру | Количество блок-шотов за игру | Количество очков за игру |
| ------- | -------------------- | ---------------- | ------------------------- | ------------------------ | ------------------------ | ------------------------------------- | ---------------------------------- | --------------------------- | -------------------------- | ----------------------------- | ----------------------------- | ------------------------ | --------------- | ------------------------- | ------------------------ | ------------------------ | ------------------------------------- | ---------------------------------- | --------------------------- | -------------------------- | ----------------------------- | ----------------------------- | ------------------------ |
| 2016/17 | Солт-Лейк-Сити Старз | 1                | 1                         | 33,8                     | 54,5                     | 25,0                                  | 100,0                              | 9,0                         | 12,0                       | 1,0                           | 0,0                           | 14,0                     | Не участвовал   | Не участвовал             | Не участвовал            | Не участвовал            | Не участвовал                         | Не участвовал                      | Не участвовал               | Не участвовал              | Не участвовал                 | Не участвовал                 | Не участвовал            |
|         | Всего                | 1                | 1                         | 33,8                     | 54,5                     | 25,0                                  | 100,0                              | 9,0                         | 12,0                       | 1,0                           | 0,0                           | 14,0                     | Не участвовал   | Не участвовал             | Не участвовал            | Не участвовал            | Не участвовал                         | Не участвовал                      | Не участвовал               | Не участвовал              | Не участвовал                 | Не участвовал                 | Не участвовал            |

### Статистика в других лигах
| Сезон | Команда              | Лига                 | GP  | GS | MPG  | FG%  | 3P%  | FT%  | RPG | APG | SPG | BPG | PFL | TOV | PPG |
| --- | -------------------- | -------------------- | --- | -- | ---- | ---- | ---- | ---- | --- | --- | --- | --- | --- | --- | --- |
| 2011/12 | Все клубы            | Все лиги             | 38  | 17 | 17,9 | 45,3 | 22,9 | 69,5 | 1,7 | 2,0 | 1,1 | 0,0 | 2,3 | 1,7 | 5,9 |
| 2011/12 | Гипускоа             | Чемпионат Испании    | 37  | 17 | 17,7 | 44,6 | 23,5 | 70,7 | 1,8 | 2,1 | 1,1 | 0,0 | 2,3 | 1,7 | 5,8 |
| 2011/12 | Гипускоа             | Кубок Испании        | 1   | 0  | 23,7 | 66,7 | 0,0  | 0,0  | 1,0 | 1,0 | 0,0 | 0,0 | 3,0 | 4,0 | 8,0 |
| 2012/13 | Гипускоа             | Чемпионат Испании    | 34  | 21 | 24,5 | 46,1 | 39,0 | 79,2 | 2,4 | 2,9 | 1,0 | 0,1 | 2,5 | 1,8 | 8,5 |
| 2013/14 | Гипускоа             | Чемпионат Испании    | 27  | 24 | 27,5 | 43,8 | 33,8 | 72,6 | 2,9 | 3,3 | 1,1 | 0,1 | 2,9 | 1,6 | 9,8 |
| 2014/15 | УКАМ Мурсия          | Чемпионат Испании    | 34  | 23 | 22,4 | 42,6 | 20,5 | 66,7 | 2,1 | 3,9 | 1,2 | 0,1 | 2,8 | 2,7 | 8,9 |
| Всего | Всего                | Всего                | 133 | 85 | 22,7 | 44,3 | 29,3 | 71,7 | 2,2 | 3,0 | 1,1 | 0,1 | 2,6 | 2,0 | 8,1 |
| В чемпионате Испании | В чемпионате Испании | В чемпионате Испании | 132 | 85 | 22,7 | 44,2 | 29,4 | 71,9 | 2,2 | 3,0 | 1,1 | 0,1 | 2,6 | 2,0 | 8,1 |
| Наведите курсор мыши на аббревиатуры в заголовке таблицы, чтобы прочесть их расшифровку Статистика приведена с сайта basketball.realgm.com |                      |                      |     |    |      |      |      |      |     |     |     |     |     |     |     |